# Decentraland
Decentraland – oparta na przeglądarce platforma wirtualnego świata 3D. Platforma pozwala użytkownikom kupować wirtualne działki na platformie jako NFT za pośrednictwem kryptowaluty MANA, która wykorzystuje blockchain Ethereum.  Platforma została otwarta dla wszystkich w lutym 2020 r. i jest nadzorowana przez organizację non-profit Decentraland Foundation.

## Historia
Decentraland został stworzony przez Argentyńczyków Ari Meilicha i Estebana Ordano  i jest rozwijany od 2015 roku. Kiedy został uruchomiony w 2017 r., działki ziemi cyfrowej sprzedawano za około 20 USD, a tokeny many sprzedawano za 0,02 USD. Pierwsza mapa w grze, Genesis City, składała się z 90 601 działek.
W kwietniu 2021 r., podczas gwałtownego wzrostu popularności NFT, wirtualne działki sprzedawano za od 6 000 do 100 000 USD.  Ze względu na stosunkowo niewielką pulę kryptowaluty MANA, waluta jest niestabilna, osiągając nawet 5,79 USD po wydarzeniach takich jak rebranding Facebooka na Metę.
W listopadzie 2021 roku firma zajmująca się wirtualnymi nieruchomościami kupiła działkę za 2,43 miliona dolarów.
Na przełomie 2021 i 2022 roku w Decentralandzie pojawiły się duże marki, które kupiły w nim „nieruchomości”. Należą do nich: Samsung, Adidas, Atari, PricewaterhouseCoopers i Miller Lite. Sotheby's zorganizował swoją pierwszą aukcję metaverse, a w marcu 2022 r. Kirkwood, Perry Ellis, oraz Estée Lauder. Artyści muzyczni, w tym Deadmau5 i Grimes, organizowali koncerty na platformie.
W październiku 2022 roku ogłoszono, że Decentraland miał wycenę rynku na 1,2 miliarda dolarów.

## Przyjęcie
W marcu 2020 roku Luke Winkie, pisząc dla PC Gamer, opisał grę jako „chwiejną”, zwracając uwagę na liczne błędy i „brutalnie długi czas ładowania gry”, a także blokady związane z procesem uwierzytelniania gry opartym na kryptowalucie.
Według Erica Ravenscrafta z Wired, aktywność na platformie jest niejasna, ponieważ świat jest w większości pusty, a liczba jednoczesnych użytkowników wynosiła około 1600 w 2021 r. Liczba ta może obejmować nieaktywnych użytkowników, którzy pozostają zalogowani. Ravenscraft napisał, że Decentraland był wadliwy z powodu słabej moderacji.  Ravenscraft powiedział również, że obecnie gra przypomina grę z wczesnym dostępem.